# پاوا دومینیکانا

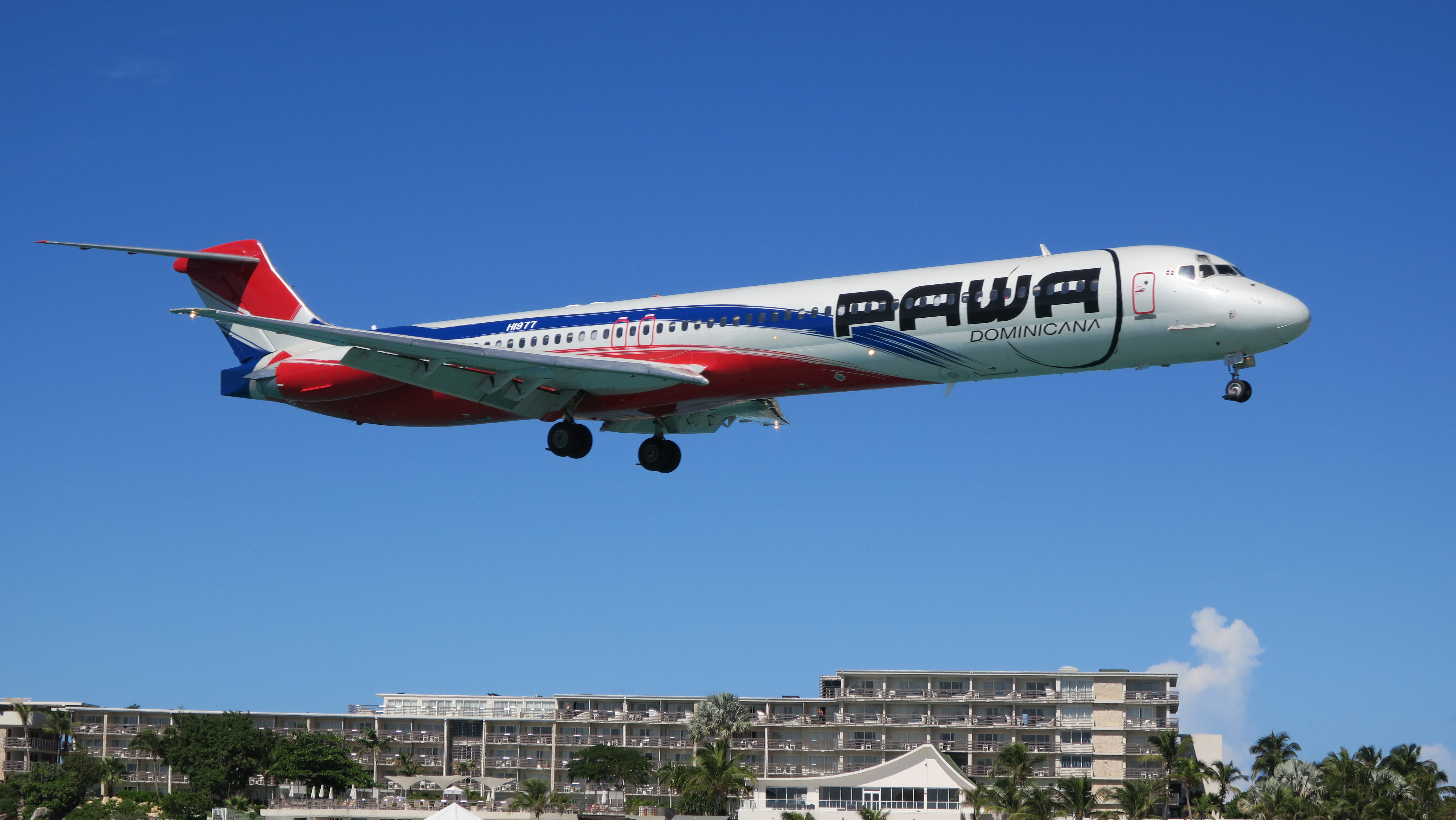
فوکر ۱۰۰

پاوا دومینیکانا (به انگلیسی: PAWA Dominicana) یک شرکت هواپیمایی با کد یاتا 7N است که در تاریخ ۲۰۰۳ میلادی تأسیس شده است. دفتر مرکزی پاوا دومینیکانا در سانتو دومینگو، جمهوری دومینیکن واقع شده‌است و قطب این شرکت هواپیمایی در فرودگاه بین‌المللی لا امریکاس قرار دارد و به ۴ مقصد، پرواز انجام می‌دهد.